# Patrik Bergner
Lars Patrik Viktor Bergner, född 12 juni 1962 i Högalids församling, Stockholm, är en svensk skådespelare och dialogförfattare. Han arbetar även som lärare på Kulturama Gymnasium. 

## Filmografi
- 1987 – Nionde kompaniet
- 1994 – Illusioner
- 1994 – Den vite riddaren (TV-serie)
- 1994 – År av drömmar (TV-serie)
- 1997 – Kalle Blomkvist och Rasmus
- 1998 – Rederiet (TV-serie)

## Dialogbearbetning
- 1994 – Illusioner

## Teater

### Roller (ej komplett)
| År   | Roll                   | Produktion                                                    | Regi             | Teater                 |
| ---- | ---------------------- | ------------------------------------------------------------- | ---------------- | ---------------------- |
| 1994 |                        | Kung Lear William Shakespeare                                 | Magnus Bergquist | Riksteatern            |
| 1996 | Arbetsförmedlare m.fl. | Rika barn leka bäst Carin Mannheimer                          | Lena Söderblom   | Stockholms stadsteater |
| 1997 | Mendel                 | Spelman på taket Jerry Bock, Sheldon Harnick och Joseph Stein | Georg Malvius    | Stockholms stadsteater |